# Otiothops walckenaeri
Otiothops walckenaeri is een spinnensoort uit de familie Palpimanidae. De soort komt voor in Bahama's en Cuba.